# Associazione Calcio Verona 1934-1935
Questa pagina raccoglie i dati riguardanti il Football Club Hellas Verona nelle competizioni ufficiali della stagione 1934-1935.

## Stagione
La stagione 1934-1935 rappresenta per il Verona la sesta stagione nella seconda serie nazionale, conclusa all'undicesimo posto.

## Rosa
| N. |                   | Ruolo | Calciatore         |
| -- | ----------------- | ----- | ------------------ |
|    | Italia (bandiera) | P     | Guerrino Ferrarese |
|    | Italia (bandiera) | P     | Egidio Micheloni   |
|    | Italia (bandiera) | D     | Giovanni Antolini  |
|    | Italia (bandiera) | C     | Luigi Bernardi     |
|    | Italia (bandiera) | C     | Antonio Busin      |
|    | Italia (bandiera) | D     | Pio Goretta        |
|    | Italia (bandiera) | D     | Teodoro Signorini  |
|    | Italia (bandiera) | C     | Angelo Faggiotto   |
|    | Italia (bandiera) | C     | Lino Grandis       |
|    | Italia (bandiera) | C     | Bruno Panonzini    |

| N. |                   | Ruolo | Calciatore        |
| -- | ----------------- | ----- | ----------------- |
|    | Italia (bandiera) | C     | Luigi Procura     |
|    | Italia (bandiera) | C     | Italo Raguzzi     |
|    | Italia (bandiera) | A     | Giuseppe Antonini |
|    | Italia (bandiera) | A     | Carlo Bianchi     |
|    | Italia (bandiera) | A     | Giovanni Bianchi  |
|    | Italia (bandiera) | A     | Elio Grolli       |
|    | Italia (bandiera) | A     | Federico Landi    |
|    | Italia (bandiera) | A     | Vittorio Melchior |
|    | Italia (bandiera) | A     | Mario Patuzzi     |

## Risultati

### Serie B

#### Girone B

##### Girone di andata
| Arbitro: | Soliani (Genova) |

|          |           |                     |
| Rallo 5’ | Marcatori | 19’, 43’ Bianchi II |

| Arbitro: | Bartolini (Pisa) |

|  |           |                  |
|  | Marcatori | 33’, 34’ Pilotto |

| Arbitro: | Mazzarini (Roma) |

|               |           |  |
| Faggiotto 66’ | Marcatori |  |

| Arbitro: | Gondola (Fiume) |

|         |           |             |
| Dentuti | Marcatori | 44’ Bianchi |

| Arbitro: | Colletti (Ancona) |

|                          |           |                |
| Bianchi 50’ Antonini 57’ | Marcatori | 80’ Pignatelli |

| Arbitro: | Biancone (Roma) |

|                                   |           |               |
| Ugolini 7’ Bellini 83’ Varoli 89’ | Marcatori | 75’ Bianchi I |

| Arbitro: | Carminati (Milano) |

|                              |           |  |
| Landi 30’, 40’ Bianchi I 32’ | Marcatori |  |

| Arbitro: | Galeati (Bologna) |

|                  |           |  |
| Busin Antonini ? | Marcatori |  |

| Arbitro: | Carletti (Ancona) |

|       |           |           |
| Sorio | Marcatori | Bianchi I |

| Arbitro: | Carnevali (Roma) |

|        |           |  |
| Grolli | Marcatori |  |

| Bergamo 6 gennaio 1935 11ª giornata | Atalanta | 1 – 0 | Verona |  |

| Pistoia 13 gennaio 1935 12ª giornata | Pistoiese | 3 – 0 | Verona |  |

| Verona 20 gennaio 1935 13ª giornata | Verona | 3 – 2 | Modena |  |

| Foggia 27 gennaio 1935 14ª giornata | Foggia | 1 – 1 | Verona |  |

| Cremona 3 febbraio 1935 15ª giornata | Cremonese | 0 – 1 | Verona |  |

##### Girone di ritorno
| Arbitro: | De Sanctis (Roma) |

|                                  |           |  |
| Bianchi I Grolli ?’, ?’ Bernardi | Marcatori |  |

| Arbitro: | Levrero (Genova) |

|                                |           |         |
| Cevenini III ?’ (rig.) Pilotta | Marcatori | Patuzzi |

| Padova 3 marzo 1935 18ª giornata | Padova | 1 – 1 | Verona | Stadio Silvio Appiani |

| Arbitro: | Carminati (Milano) |

|                   |           |         |
| Patuzzi ?’ (rig.) | Marcatori | Ferrero |

| Arbitro: | Bartolini (Pisa) |

|       |           |         |
| Isada | Marcatori | Patuzzi |

| Arbitro: | Saracini (Ancona) |

|       |           |  |
| Landi | Marcatori |  |

| 7 aprile 1935 22ª giornata | Grion Pola | – n.d. | Verona |  |

| Catanzaro 14 aprile 1935 23ª giornata | Catanzarese | 4 – 1 | Verona |  |

| Verona 21 aprile 1935 24ª giornata | Verona | 1 – 0 | Vicenza |  |

| L'Aquila 28 aprile 1935 25ª giornata | Aquila | 3 – 2 | Verona |  |

| Arbitro: | Mazza (Genova) |

|          |           |                 |
| Antonini | Marcatori | ?’, ?’ Tentorio |

| Verona 12 maggio 1935 27ª giornata | Verona | 2 – 0 | Pistoiese |  |

| Modena 19 maggio 1935 28ª giornata | Modena         | 0 – 0 referto | Verona | \| Arbitro: \| Mazza (Genova) \| |
| Arbitro:                           | Mazza (Genova) |               |        |                                  |

| Verona 26 maggio 1935 29ª giornata | Verona               | 0 – 0 referto | Foggia | \| Arbitro: \| Gondola (Monfalcone) \| |
| Arbitro:                           | Gondola (Monfalcone) |               |        |                                        |

| Verona 2 giugno 1935 30ª giornata | Verona | 3 – 2 | Cremonese |  |

## Statistiche

### Statistiche di squadra
| Competizione       | Punti | In casa | In casa | In casa | In casa | In casa | In casa | In trasferta | In trasferta | In trasferta | In trasferta | In trasferta | In trasferta | Totale | Totale | Totale | Totale | Totale | Totale | DR |
| Competizione       | Punti | G       | V       | N       | P       | Gf      | Gs      | G            | V            | N            | P            | Gf           | Gs           | G      | V      | N      | P      | Gf     | Gs     | DR |
| ------------------ | ----- | ------- | ------- | ------- | ------- | ------- | ------- | ------------ | ------------ | ------------ | ------------ | ------------ | ------------ | ------ | ------ | ------ | ------ | ------ | ------ | -- |
| Serie B - girone B | 32    | 14      | 10      | 2       | 2       | 23      | 10      | 14           | 2            | 6            | 6            | 13           | 22           | 28     | 12     | 8      | 8      | 36     | 32     | +4 |

### Statistiche dei giocatori
| Giocatore    | Serie B  | Serie B |
| Giocatore    | Presenze | Reti    |
| ------------ | -------- | ------- |
| G. Antolini  | 1        | 0       |
| G. Antonini  | 28       | 2       |
| L. Bernardi  | 28       | 1       |
| C. Bianchi   | 10       | 0       |
| G. Bianchi   | 27       | 10      |
| A. Busin     | 26       | 1       |
| A. Faggiotto | 25       | 2       |
| G. Ferrarese | 20       | -24     |
| P. Goretta   | 24       | 0       |
| L. Grandis   | 5        | 0       |
| E. Grolli    | 27       | 6       |
| F. Landi     | 20       | 7       |
| V. Melchior  | 3        | 1       |
| E. Micheloni | 8        | -8      |
| B. Panonzini | 7        | 0       |
| M. Patuzzi   | 12       | 6       |
| L. Procura   | 27       | 0       |
| I. Raguzzi   | 3        | 0       |
| T. Signorini | 7        | 0       |